# (25028) 1998 QL26
1998 كيو أل 26 (ويعرف أيضًا باسم (25028) 1998 كيو أل 26 وفق تسمية الكوكب الصغير) (بالإنجليزية: 1998 QL26)‏ هو كويكب ضمن حزام الكويكبات؛ وترتيبه 25028 من حيث الاكتشاف.
اكتُشف هذا الجُرم الفلكي بواسطة Frank B. Zoltowski ‏ في 25 أغسطس 1998.

## وصلات خارجية
- (25028) 1998 QL26 في قاعدة بيانات مختبر الدفع النفاث لأجرام النظام الشمسي الصغيرة

- الاكتشاف · مخطط المدار ·  العناصر المدارية · المعلمات المادية

- (25028) 1998 QL26 على موقع ويكي سكاي: DSS2, SDSS, GALEX, IRAS, Hydrogen α, X-Ray, Astrophoto, Sky Map, Articles and images